# Dodona henrici
Dodona henrici is een vlindersoort uit de familie van de prachtvlinders (Riodinidae), onderfamilie Nemeobiinae.
Dodona henrici werd in 1887 beschreven door Holland.